# TLA Releasing
TLA Releasing je americká distribuční společnost vlastněná TLA Entertainment Group. Od března 2011 je provozována jako LLC.
Hlavní tvorba je zaměřená na LGBT tematiku z celého světa v rámci značky "TLA Releasing", stejně jako horory pod značkou "Danger After Dark". Od roku 2000 vydali více než 200 filmů na DVD a různých platformách VOD.
V roce 2005 otevřela společnost pobočku ve Velké Británii. V červnu 2011 zveřejnila "TLA Select" na Blu-ray – řadu TLA Releasing nejpopulárnějších filmů včetně Latter Days, Another Gay Movie a Another Gay Sequel, Make the Yuletide Gay a Boy Culture.
V červenci 2011 ztratila britská divize celý svůj seznam DVD disků, když vzbouřenci v Londýně nechali vyhořet sklad Sony. Sony rychle pracovalo na doplnění ztraceného množství.